# 34539 Gabrielsilva
34539 Gabrielsilva este o planetă minoră (asteroid) din centura de asteroizi. A fost descoperită pe 27 septembrie 2000 la Experimental Test Site⁠(d) de Lincoln Near-Earth Asteroid Research. 
Obiectul prezintă o orbită caracterizată de o semiaxă mare de 2,7259503 UAi, o excentricitate de 0,02, o înclinație de 1,12627 ° în raport cu ecliptica.